# Brendan Smith (hokeista)
Brendan Smith (ur. 8 lutego 1989 w Toronto) – kanadyjski hokeista występujący w zespole New York Rangers. W 2007 roku był draftowany do NHL z 27. numerem przez Detroit Red Wings.

## Kariera klubowa
- St. Michael’s Buzzers (2005–2006)
- Wexford Raiders (2006)
- St. Michael’s Buzzers (2006–2007)
- Wisconsin Badgers (2007–2010)
- Grand Rapids Griffins (2010–2011)
- Detroit Red Wings (2011–2017)
- New York Rangers (2017–)

Przed wyborem w drafcie NHL 2007, Brendan Smith występował w zespole Ontario Provincial Junior A Hockey League – St. Michael’s Buzzers. W 2007 roku skończył swój drugi sezon w barwach Buzzers jako najlepiej punktujący obrońca – uzyskał 36 punktów. Został także wybrany do meczu gwiazd CJAHL. W tym samym roku Smith zaczął uczęszczać do Uniwersytetu Wisconsin.